# 計六奇
計六奇（1622年—约1687年），字用賓，號天節子，別號九峰居士。江南常州府無錫縣興道鄉（今惠山區玉祁街道）人。明末清初史學家。

## 生平
家境清貧，二次鄉試不中，康熙二年（1663年）後以教學為業，並開始撰寫《明季北略》和《明季南略》二書。為了編寫明朝遺史，計六奇曾先後前往江陰、蘇州、揚州、六合、鎮江、通州、桐城等地實地考察，訪問耆老、搜羅遺聞、詢檢軼事，嘗自言：“目不交睫，手不停披，旦夕不輟，寒暑不間，賓朋出入不知，家中米鹽不問。”《明季北略》共二十四卷，記錄萬曆二十三年（1595年）努爾哈赤堀起東北至崇禎十七年（1644年）吳三桂引清兵入關。《明季南略》凡十六卷，上起清順治元年（1644年）五月、止於康熙四年（1665年）二月，記述南明史略與鄭成功事蹟。
《北略》《南略》两书编纂特点是编年为纲，杂以纪事本末、传记形式。各卷按年分事记述，但编年不编月，有些事目中，又多以事件为题，也有传记、章奏、诗文。每卷几乎都有“志异”，專记星象变化和天灾异象。梁启超说：“计用宾之《明季北略》、《明季南略》，用纪事本末体，组织颇善”。
1944年甲申年，郭沫若在重慶著述《甲申三百年祭》一文，即大量抄録《明季北略》與《明季南略》二書，要求中國共產黨高級領導記取歷史教訓，不能重蹈李自成覆轍。計六奇一生熱愛史學，另著有《粵滇紀聞》《辛丑紀聞》《金壇獄案》《南京紀略》等。

## 参見
- 中華書局《明季北略》、《明季南略》